# Municipio de Antelope Valley
El municipio de Antelope Valley (en inglés: Antelope Valley Township) es un municipio ubicado en el condado de Deuel en el estado estadounidense de Dakota del Sur. En el año 2010 tenía una población de 25 habitantes y una densidad poblacional de 0,5 personas por km².

## Geografía
El municipio de Antelope Valley se encuentra ubicado en las coordenadas 44°56′4″N 96°29′3″O / 44.93444, -96.48417. Según la Oficina del Censo de los Estados Unidos, el municipio tiene una superficie total de 49.76 km², de la cual 49,68 km² corresponden a tierra firme y (0,15 %) 0,08 km² es agua.

## Demografía
Según el censo de 2010, había 25 personas residiendo en el municipio de Antelope Valley. La densidad de población era de 0,5 hab./km². De los 25 habitantes, el municipio de Antelope Valley estaba compuesto por el 88 % blancos y el 12 % eran de una mezcla de razas. Del total de la población el 0 % eran hispanos o latinos de cualquier raza.